# Amadeu V de Savoia
Amadeu V de Savoia, dit «el Gran», (Castell del Bourget, Savoia, 1249 - Avinyó, 16 d'octubre de 1323) fou el comte de Savoia entre 1285 i 1323. Rebé el sobrenom «el Gran» pels seus èxits com a governant i per la seva gran saviesa. Era el segon fill de Tomàs II de Savoia i Beatriu Fieschi. Per línia paterna era net de Tomàs I de Savoia i Margarida de Ginebra.

## Ascens al tron comtal
La mort sense successió directa de Bonifaci I de Savoia comportà que tant Amadeu com el seu germà Tomàs III del Piemont aspiressin a ser titular del Comtat de Savoia. Tot i aquestes aspiracions veieren com els seus oncles Pere II i Felip I aconseguiren el poder, aconseguint però que Amadeu fos nomenat successor de Felip I al morir aquest sense successor.
Així doncs el 1285 fou nomenat comte de Savoia i establí la seva cort a Chambéry, aconseguint així mateix el suport dels seus familiars: el seu nebot Felip I del Piemont li donà suport a canvi del control de les ciutats de Torí i Pinerolo i el seu germà Lluís a canvi de la baronia de Vaud.
Felip I va concretar l'any 1272 el seu casament amb Sibil·la de Bresse, hereva de la Senyoria de Bresse, per la qual cosa aquest territori s'annexà al Comtat. Enemistat amb l'arxiducat d'Àustria va aliar-se amb el Regne de França, del qual va rebre la població de Maulévrier a la Normandia. La recuperació de la ciutat de Lió per part dels reis francesos va alertar-lo del perill expansionista d'aquests, realitzant una aliança amb Enric VII del Sacre Imperi Romanogermànic, casada en aquells moments amb Margarida de Brabant, cunyada del mateix Amadeu. Gràcies a aquesta aliança Amadeu V es convertí en vicari imperial del Regne d'Itàlia.
El 1315 Amadeu va ajudar l'Orde dels germans hospitalers en la defensa de  Rodes davant els atacs turcs.

## Núpcies i descendents
Es casà el 5 de juliol de 1272 amb Sibil·la de Bresse, filla de Guiu II de Bresse i Beatriu de Montferrat. D'aquesta unió nasqueren:
- Joan de Savoia (1273-1284)
- Bona de Savoia (1275-1300), casada el 1280 amb Joan I de Viena i el 1282 amb Hug de Borgonya
- Beatriu de Savoia (1278-1291)
- Elionor de Savoia (1280-1324), casada el 1292 amb Guillem I de Châlon-Auxerre, el 1305 amb Dreux IV de Mello i el 1311 amb Joan I de Forez
- Eduard de Savoia (1284-1329), comte de Savoia
- Agnès de Savoia (1286-1322), casada el 1297 amb Guillem III de Ginebra
- Aimone de Savoia (1291-1343), comte de Savoia
- Margarida de Savoia (1295-1339), casada el 1296 amb Jona I de Montferrat

En segones núpcies es casà, l'abril de 1304, amb Maria de Brabant, filla de Joan I de Brabant i Margarida de Flandes. D'aquesta unió nasqueren:
- Maria de Savoia (1298-1336), casada el 1309 amb Hug de La Tour du Pin
- Caterina de Savoia (1304-1336), casada el 1315 amb el duc Leopold I d'Àustria
- Joana de Savoia (1306-1359), casada el 1326 amb l'emperador Andrònic III Paleòleg
- Beatriu de Savoia (1310-1331), casada el 1328 amb el rei de Bohèmia Enric el Carinti